# Щуки
Щуките (Esox) са род хищни риби, единствен в семейство Щукови (Esocidae).

## Разпространение
На територията на България се среща вида Щука (Esox lucius), който е широко разпространен почти навсякъде.

## Начин на живот и хранене
Всички видове от рода са хищни и се хранят предимно с други риби.
Щуката е типичен хищник – санитар на водоемите. Обитава тихите спокойни води в реките и крайбрежните покрити с подводна растителност места в затворените езера, язовири и пр. За разлика от другите хищници във водоема тя рядко преследва жертвите си като ги напада от засада. Обикновено щуката заема определено място /ареал/ във водоема, като го охранява ревностно от себеподобните си.

## Списък на видовете
Род Щуки
- Вид Esox americanus —
- Вид Esox lucius – Щука
- Вид Esox masquinongy – Маскинонг
- Вид Esox niger —
- Вид Esox reichertii – Амурска щука